# Зьомакі (Седлецький повіт)
Зьомакі (пол. Ziomaki) — село в Польщі, у гміні Мокободи Седлецького повіту Мазовецького воєводства.
Населення — 302 особи (2011).
У 1975-1998 роках село належало до Седлецького воєводства.

## Демографія
Демографічна структура станом на 31 березня 2011 року:
|          | Загалом | Допрацездатний вік | Працездатний вік | Постпрацездатний вік |
| -------- | ------- | ------------------ | ---------------- | -------------------- |
| Чоловіки | 151     | 16                 | 104              | 31                   |
| Жінки    | 151     | 29                 | 82               | 40                   |
| Разом    | 302     | 45                 | 186              | 71                   |